# Orso di cristallo per il miglior cortometraggio
L'Orso di cristallo per il miglior cortometraggio (Gläserner Bär/Kurzfilm) è un premio assegnato ogni anno durante il Festival di Berlino ai migliori cortometraggi della sezione Generation, dedicata a bambini e ragazzi e attualmente suddivisa in due sotto-sezioni riservate ai più giovani (Kplus) e agli adolescenti (14plus).
Inaugurata nel 1978 con il nome Kinderfilmfest (la denominazione Generation è stata introdotta nel 2007) la sezione ha iniziato l'assegnazione degli Orsi di cristallo per i migliori cortometraggi nella Berlinale del 1994 da parte della Children's Jury, giuria nazionale composta da membri di età compresa tra 11 e 14 anni.
Dal 2004 la sezione è suddivisa nelle due attuali sotto-sezioni e i premi sono assegnati da due giurie nazionali, la Children's Jury per la Kplus (con membri di 11-14 anni) e la Youth Jury per la 14plus (con membri di 14-18 anni).

## Albo d'oro

### Kinderfilmfest (1994-2007)
- 1994: Binke kan inte flyga, regia di Lennart e Ylva-Li Gustafsson (Svezia)
- 1995: Munks un lemijs - Lidojam, regia di Nils Skapans (Lettonia)
- 1996: Teddy & Annie: i giocattoli dimenticati (The Forgotten Toys), regia di Graham Ralph (Regno Unito)
- 1997: La grande migration, regia di Iouri Tcherenkov (Francia)
- 1998: Hænderne op, regia di Morten Henriksen (Danimarca)
- 1999: Bror, min bror, regia di Henrik Ruben Genz (Danimarca)
- 2000: En djevel i skapet, regia di Lars Berg (Norvegia)
- 2001: Hooves of Fire, regia di Richard Starzak (Regno Unito)
- 2002: Mabul, regia di Guy Nattiv (Israele)
- 2003: Le trop petit prince, regia di Zoya Trofimova (Francia)

#### Categoria Kplus
- 2004: Nuit d'orage, regia di Michèle Lemieux (Canada)
- 2005: The Djarn Djarns, regia di Wayne Blair (Australia)
- 2006: Aldrig en absolution, regia di Cameron B. Alyasin (Svezia)
- 2007: Menged, regia di Daniel Taye Workou (Etiopia, Germania)

### Generation (2007-oggi)

#### Categoria Kplus
- 2008: Nana, regia di Warwick Thornton (Australia)
- 2009: Ulybka Buddy, regia di Bair Dyshenov (Russia)
- 2010: Franswa Sharl, regia di Hannah Hilliard (Australia)
- 2011: Lily, regia di Kasimir Burgess (Australia)
- 2012: Julian, regia di Matthew Moore (Australia)
- 2013: The Amber Amulet, regia di Matthew Moore (Australia)
- 2014: Kong-na-mul, regia di Yoon Ga-eun (Corea del Sud)
- 2015: Hadiatt abi, regia di Salam Salman (Iraq, Regno Unito, Paesi Bassi, USA)
- 2016: El inicio de Fabrizio, regia di Mariano Biasin (Argentina)
- 2017: Promise, regia di Tian Xie (USA, Cina)
- 2018: A Field Guide to Being a 12-Year-Old Girl, regia di Tilda Cobham-Hervey (Australia)
- 2019: Just Me and You, regia di Sandrine Brodeur-Desrosiers (Canada, Messico)
- 2020: El nombre del hijo, regia di Martina Matzkin (Argentina)
- 2021: Non assegnato
- 2022: Non assegnato
- 2023: Closing Dinasty, regia di Lloyd Lee Choi (USA)

#### Categoria 14plus
- 2008: Café com Leite, regia di Daniel Ribeiro (Brasile)
- 2009: Aphrodite's Farm, regia di Adam Strang (Nuova Zelanda)
- 2010: Az bad beporsid, regia di Batin Ghobadi (Iran)
- 2011: Manurewa, regia di Sam Peacocke (Nuova Zelanda)
- 2012: Meathead, regia di Sam Holst (Nuova Zelanda)
- 2013: Rabbitland, regia di Nikola Majdak Jr. e Ana Nedeljkovic (Serbia, Montenegro)
- 2014: Mike, regia di Petros Silvestros (Regno Unito)
- 2015: A Confession, regia di Petros Silvestros (Regno Unito)
- 2016: Balcony, regia di Toby Fell-Holden (Regno Unito)
- 2017: Wolfe, regia di Claire Randall (Australia)
- 2018: Kiem Holijanda, regia di Sarah Veltmeyer (Paesi Bassi)
- 2019: Tattoo, regia di Farhad Delaram (Iran)
- 2020: Clebs, regia di Halima Ouardiri (Marocco)
- 2021: Non assegnato
- 2022: Non assegnato
- 2023: Man khod, man ham miraghsam, regia di Mohammad Valizadegan (Iran, Germania, Repubblica Ceca)